# Amalie Fößel
Amalie Fößel (* 27. September 1960) ist eine deutsche Historikerin.
Amalie Fößel studierte Geschichte, Germanistik, Soziologie und Politologie an der Universität Erlangen-Nürnberg. 1987 erfolgte die Erste Staatsprüfung für das Lehramt an Gymnasien. Von 1988 bis 1992 war sie wissenschaftliche Mitarbeiterin der Universität Bayreuth. In Bayreuth wurde sie mit einer von Peter Segl angeregten und betreuten Arbeit über die ortliebischen Ketzer promoviert. Von 1992 bis 1998 war Fößel wissenschaftliche Assistentin. 1998 erfolgte die Habilitation und die Venia legendi für die Fächer Mittelalterliche Geschichte und Historische Hilfswissenschaften. Von 1998 bis 2002 war sie Oberassistentin. Von 2001 bis 2008 vertrat Fößel verschiedene Lehrstühle in München (LMU), Saarbrücken, Bayreuth, Regensburg und Essen. Seit Sommersemester 2008 lehrt sie als Professorin für Geschichte des Mittelalters an der Universität Duisburg-Essen.
Zu ihren Forschungsschwerpunkten zählen die Politische Geschichte und Verfassungsgeschichte des Mittelalters, das Königinnentum und die weibliche Herrschaft im mittelalterlichen Europa, die Devianz, die Häresie, die religiösen Lebensformen und Weltbilder, die Beginen sowie die Diplomatik. Ihre Habilitationsschrift Die Königin im mittelalterlichen Reich wurde zum Standardwerk. Mit der Arbeit wurde erstmals eine umfassende Übersicht über Funktionen und Wirkungsbereiche der Königin vom 10. bis 15. Jahrhundert vorgelegt. Der zeitliche Rahmen der Untersuchung umfasst das 10. bis 15. Jahrhundert mit einem Schwerpunkt auf die Geschichte vom 10. bis zum 12. Jahrhundert und hat die Untersuchung von rund 40 römisch-deutschen Königinnen in dieser Zeit zum Gegenstand. Ausführlich befasste sie sich mit den Krönungen der Herrscherinnen, ihrer Titel, ihrer Funktionen am Hofe, bei der Rechtsprechung und bei der Herrschaftspraxis.

## Schriften (Auswahl)
Monografien
- Die Königin im mittelalterlichen Reich. Herrschaftsausübung, Herrschaftsrechte, Handlungsspielräume (= Mittelalter-Forschungen. Bd. 4). Thorbecke, Stuttgart 2000, ISBN 3-534-15141-0 (Digitalisat; Teilweise zugleich: Bayreuth, Universität, Habilitations-Schrift, 1997/1998 unter dem Titel: Nostri thori nostrique regni consors imperatrix augusta.).
- mit Anette Hettinger: Klosterfrauen, Beginen, Ketzerinnen. Religiöse Lebensformen von Frauen im Mittelalter (= Historisches Seminar. NF Bd. 12). Schulz-Kirchner, Idstein 2000, ISBN 3-8248-0032-2.
- Die Ortlieber. Eine spiritualistische Ketzergruppe im 13. Jahrhundert (= Monumenta Germaniae Historica. Studien und Texte. Bd. 7). Hahn, Hannover 1993, ISBN 3-7752-5407-2 (Zugleich: Bayreuth, Universität, Dissertation, 1992).

Herausgeberschaften
- Die Kaiserinnen des Mittelalters. Pustet, Regensburg 2011, ISBN 978-3-7917-2360-0 (Rezension).